# Old Shatterhand

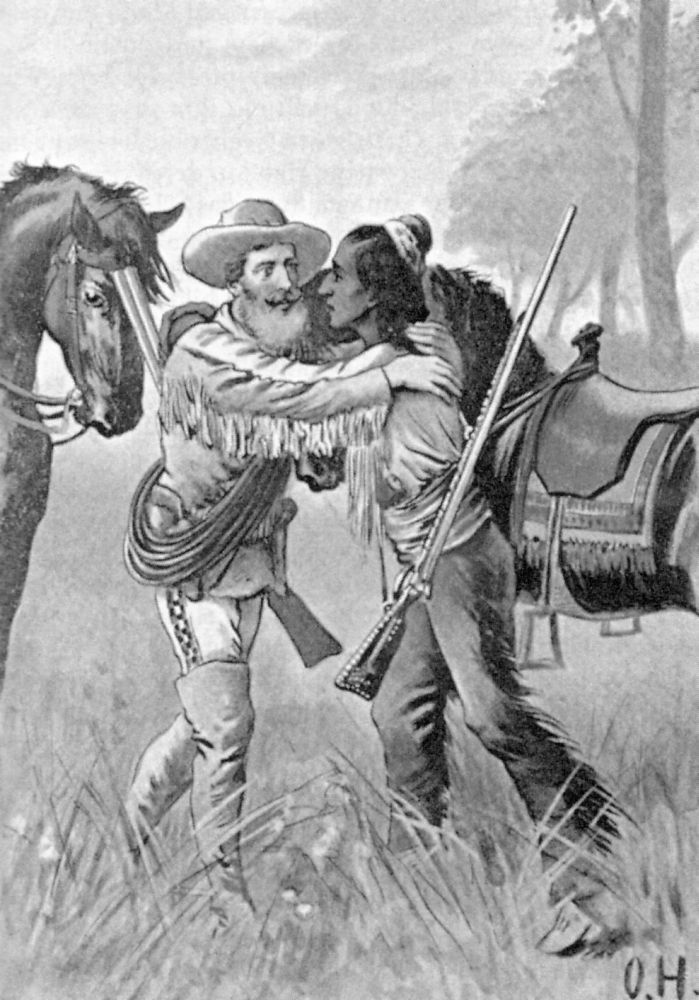
Old Shatterhand

Old Shatterhand est un personnage de fiction créé par l'écrivain allemand pour la jeunesse Karl May (1842-1912). C'est l'ami blanc et le frère de sang de l'Apache Winnetou qu'il appelle mon frère Scharlee.
Old Shatterhand est une sorte d'alter ego de Karl May qui a déclaré à maintes reprises avoir expérimenté ce genre d'aventures, bien qu'il ne soit allé que bien plus tard aux États-Unis et pas plus à l'ouest que Buffalo.

## Filmographie
Le personnage d'Old Shatterhand a été adapté au cinéma dans une série de films reprenant en Allemagne les romans de Karl May. Il était incarné par les acteurs américains Lex Barker, Stewart Granger ou Rod Cameron.

## Source
- (de) Cet article est partiellement ou en totalité issu de l’article de Wikipédia en allemand intitulé « Old Shatterhand » (voir la liste des auteurs).